# Salomo Dubno

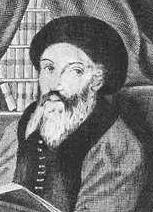
Salomo Dubno

Schlomo ben Joel Dubno (hebräisch שלמה בן יואל דובנה;; geboren 1738 in Dubno, Wolhynien; gestorben 26. Juni 1813 in Amsterdam) war ein hebräischer Dichter und Aufklärer aus dem Mendelssohnkreis. Er war u. a. Lehrer der Kinder Mendelssohns und Biurist.

## Leben
Salomo wuchs in Dubno auf, lebte und lernte später auch in Galizien.
1767 kam er nach Amsterdam. 1772 ging er nach Berlin. 1782 ging er nach dem Tod von Moses Mendelssohn nach Wilna, danach nach Frankfurt am Main und schließlich wieder nach Amsterdam.
Salomo Dubno hinterließ unter anderem einen Kommentar zu Mendelssohns Bibelübersetzung, ein Werk über die Geographie Palästinas, eine Elegie auf den Tod von Jacob Emden und weitere Dichtungen. Der Katalog seiner Bücherei, 1814 in Amsterdam veröffentlicht, enthält 2076 gedruckte Werke und 106 Manuskripte.